# NGC 2936
NGC 2936 је елиптична галаксија у сазвежђу Хидра која се налази на NGC листи објеката дубоког неба.
Деклинација објекта је + 2° 45' 38" а ректасцензија 9h 37m 44,4s. Привидна величина (магнитуда) објекта NGC 2936 износи 12,9 а фотографска магнитуда 13,9. NGC 2936 је још познат и под ознакама UGC 5130, MCG 1-25-5, CGCG 35-15, ARP 142, VV 316, PGC 27422.